# Суперкубок Оману з футболу 2015
Суперкубок Оману з футболу 2015  — 15-й розіграш турніру. Матч мав відбутися 21 серпня 2015 року між чемпіоном і володарем кубка Оману клубом Аль-Оруба та віце-чемпіоном Оману клубом Фанджа.
| Володар Суперкубка Оману 2015 |
| ----------------------------- |
|                               |
| Фанджа Другий титул           |

## Історія
19 серпня 2015 року клуб Аль-Оруба вирішив знятися із матчу за Суперкубок Оману 2015. Причиною стали несплата внесків Футбольною асоціацією Оману та пізнє повернення гравців клубу із розташування національної збірної Оману.
21 серпня 2015 року після неявки на матч клубу Аль-Оруба, його суперник, клуб Фанджа був оголошений переможцем Суперкубка.

## Матч

### Деталі
| 21 серпня 2015 18:30 (EEST) |

| Аль-Оруба | 0:3 (Технічна поразка) | Фанджа |
| --------- | ---------------------- | ------ |
|           |                        |        |

| Султан Кабус, Маскат |